# Ra Vincent
Ra Vincent ist ein neuseeländischer Szenenbildner und Artdirector, der vor allem für seine Arbeit bei der Herr-der-Ringe-Trilogie und den Hobbit-Filmen bekannt ist. Bei der Oscarverleihung 2013 wurde er für seine Arbeit bei Der Hobbit: Eine unerwartete Reise zusammen mit Dan Hennah und Simon Bright für den Oscar in der Kategorie Bestes Szenenbild nominiert. 2020 folgte eine weitere Nominierung in dieser Kategorie zusammen mit Nora Sopková für Jojo Rabbit. Ende Juni 2020 wurde Ra Vincent ein Mitglied der Academy of Motion Picture Arts and Sciences.

## Filmographie (Auswahl)
- 2001: Der Herr der Ringe: Die Gefährten (The Lord of the Rings: The Fellowship of the Ring)
- 2002: Der Herr der Ringe: Die zwei Türme (The Lord of the Rings: The Two Towers)
- 2003: Der Herr der Ringe: Die Rückkehr des Königs (The Lord of the Rings: The Return of the King)
- 2005: King Kong
- 2007: Mein Freund, der Wasserdrache (The Water Horse: Legend of the Deep)
- 2008: Crossing the Line (Kurzfilm)
- 2008: Die Chroniken von Narnia: Prinz Kaspian von Narnia (The Chronicles of Narnia: Prince Caspian)
- 2012: Der Hobbit: Eine unerwartete Reise (The Hobbit: An Unexpected Journey)
- 2012: Night Storm (Kurzfilm)
- 2013: Der Hobbit: Smaugs Einöde (The Hobbit: The Desolation of Smaug)
- 2014: 5 Zimmer Küche Sarg (What We Do in the Shadows)
- 2014: Der Hobbit: Die Schlacht der Fünf Heere (The Hobbit: The Battle of the Five Armies)
- 2015: Belief: The Possession of Janet Moses (Dokumentarfilm)
- 2017: Thor: Tag der Entscheidung (Thor: Ragnarok)
- 2017: Grow Joe (Kurzfilm)
- 2019: Jojo Rabbit